# پادشاهی آرل
پادشاهی آرل (انگلیسی: Kingdom of Arles) قلمرویی در اروپای غربی بود که در سال ۹۳۳ میلادی با ادغام پادشاهی‌های بالا و پایین بورگوندی تحت پادشاهی رودلف دوم تأسیس شد. پادشاهی پس از تعیین محل اقامتگاه پادشاه در آرل نامگذاری شد. این نام جایگزین برای عنوان "پادشاهی دو بورگوندی یا به عنوان "پادشاهی دوم بورگوندی"، در مقایسه با پادشاهی بورگوندی قدیم بود.
قلمروی آن از دریای مدیترانه تا رودخانه راین بالا در شمال، تقریباً منطبق با مناطق فرانسوی پروونس-آلپ-کوته دیزور، رون-آلپ و فرانس-کمت، و همچنین سوئیس غربی است. آن تا سال ۱۰۳۲ توسط پادشاهان مستقل اداره می‌شد و پس از آن در امپراتوری مقدس روم قرار گرفت.